# De ave Phoenice
De ave Phoenice ist eine narrative Elegie klassizistischen Gepräges über den legendären Wiedergeburtsvogel Phönix. Sie wurde wahrscheinlich Anfang des 4. Jahrhunderts in lateinischer Sprache verfasst. Die Entstehungszeit ist aber ebenso umstritten wie die Frage, ob der frühchristliche Kirchenvater Laktanz der Autor ist und welche Grundhaltung er in diesem Werk vertritt.

## Autor, Entstehungszeit und Grundhaltung
Die Zuschreibung an Laktanz stützt sich in erster Linie auf zwei der ältesten drei überlieferten handschriftlichen Codices des Werkes mit der Überschrift, die Laktanz als Verfasser angeben. Da aber auch diese frühestens aus dem 8. Jahrhundert stammen, nehmen viele Philologen an, dass es sich um eine später aufgenommene Zuweisung handelt oder auch um einen anderen Autoren gleichen Namens. Anderseits erwähnt Gregor von Tours in seinen De cursu stellarum ratio Laktanz als Verfasser der von ihm im Folgenden unter Umstellungen wiedergegebenen Inhaltsangabe des Werkes. Gegen die Autorenschaft des Laktanz sprach, dass der Kirchenvater Hieronymus in seinem Schriftstellerkatalog De viris illustribus den Titel nicht unter den Werken des Laktanz aufführt. Seit Hermann Dechents Ausführungen zu christlicher Konzeption und  Einbettung in laktanzische Denkmuster setzte sich zunehmend die heute allgemein verbreitete Meinung durch, in Laktanz den Urheber der Schrift zu erkennen.
Weiterer Diskurs besteht über die Grundhaltung des Werkes. Unstrittig ist, dass es in der antiken Welt wurzelt. Dafür spricht schon der gewählte Stoff, der Phönix, aber auch zahlreiche Verweise (Phaeton Z. 11, Phöbus Z. 41, Sol personifiziert Z. 43, u.w.). Es müsste dann vor der Konversion des Laktanz zum Christentum Ende des 3. Jahrhunderts entstanden sein. Viele Philologen halten aber eine versteckte christliche Interpretation für möglich, sehen etwa eine Schilderung des Paradieses (Z. 1–32) und im Phönix ein Symbol für die Auferstehung Jesu Christi. Damit wäre das Gedicht erst Anfang des 4. Jahrhunderts nach der Konversion des Autors entstanden.

## Inhalt und Gestaltung
In 85 Distichen behandelt das Gedicht sechs Themenkreise:
- Z. 1–30. Der paradiesische Wohnort des Phönix in einer antiken Ideallandschaft oder auch dem Paradies der Bibel ohne alle Übel wie Sturm, Alter, Tod etc.
- Z. 31–58. Der Phönix als Priester des Phöbus durch Begrüßen der Morgenröte und Gesang.
- Z. 59–94. Todesvorbereitung und Tod des Phönix. Nach einer 1000-jährigen Lebenszeit fliegt der Phönix nach Syrien, baut dort auf einer hohen Palme ein Nest voller aromatischer Kräuter und stirbt darin. Die 1000-jährige Lebenszeit bildet eine Parallele zu chiliastischen Strömungen im frühen Christentum. Ebenfalls verweist auf das Christentum die Formulierung commendat animam = befehle meinen Geist (NT, Luk. 23,46) für das Sterben des Phönix. Poetisch ist die fünf Verse lange Aufzählung der aromatischen Kräuter ...süßer Kassiazimt ... duftender Akanthus ... Weihrauchtränen ... reife Narde....[13]
- Z. 95–114. Die Wiedergeburt des Phönix. Der tote Körper verbrennt zu Asche. Aus dieser bildet sich ein samenartiger Klumpen, aus dem schließlich ein neuer Phönix entsteht.
- Z. 115–160. Reise nach Ägypten. Die Überreste des verbrannten Vogelkörpers trägt der neue Phönix nach Ägypten und legt sie in der Sonnenstadt (urbs Solis) im Tempel auf dem Altar nieder. Dann fliegt er in seinen am Anfang geschilderten Wohnort. Den poetischen Höhepunkt des Gedichtes bilden die 14 Strophen, in denen Laktanz die Schönheit des neuerstandenen Phönix preist mit einer Flut von Bildern und Vergleichen (...süße Beere des Granatapfels – Iris, die im Windhauch wolkig malt – strahlendes Weiß mit beigemischtem Smaragd – Größe erreicht kaum ein geflügeltes Wesen, sei’s Tier, sei’s Vogel...).[14]
- Z. 161–170. Abschließender Lobgesang auf das glückliche Schicksal des Phönix. Insbesondere wird ..Venus foedera nulla colit (..pflegt das Bündnis der Venus nicht) herausgestellt. Hier zeigt sich die christlich-asketische Grundhaltung Laktanz’.

## Weiterwirken und Überlieferung
Schon vom Ende des 4. Jahrhunderts hat sich ein Gedicht des Claudius Claudianus erhalten, das deutlich von Laktanz beeinflusst ist. Aber ganz allgemein hat das Werk eine große Bedeutung als erstes (bekanntes) christliches Gedicht in antiker Tradition und lateinischer Sprache und damit Beginn der lateinischen, christlichen Poesie. Noch im 6. Jahrhundert bezieht sich Gregor von Tours in seinem Buch De cursu stellarum ratio auf ihn und erwähnt ihn auch namentlich.
Allerdings haben sich neben zahlreichen späteren Codices nur drei frühe aus dem 8.–10. Jahrhundert erhalten. Im Jahre 1468 wurde das Gedicht in eine Edition der Werke des Laktanz (editio Romana) aufgenommen und 1618 von dem Gelehrten Johannes Gryphiander im christlichen Sinn kommentiert.
Samuel Brandt edierte den Text 1893. Heinrich Kraft übersetzt ihn auf Deutsch.

## Textausgaben und Übersetzungen
- Samuel Brandt: L. Caeli Firmiani Lactanti opera omnia. Accedunt carmina eius quae feruntur et L. Caecilii qui inscriptus est De mortibus persecutorum liber (= Corpus scriptorum ecclesiasticorum latinorum. Band 27). Prag/Wien/Leipzig 1893, S. 135–147 (Digitalisat).
- Sister Mary Francis McDonald, O.P (Übersetzung): Lactantius, The minor works (= The Fathers of the Church. Band 54). Catholic University of America Press, Washington D.C. 1965, S. 5–58 (englische Übersetzung).